# Cees See

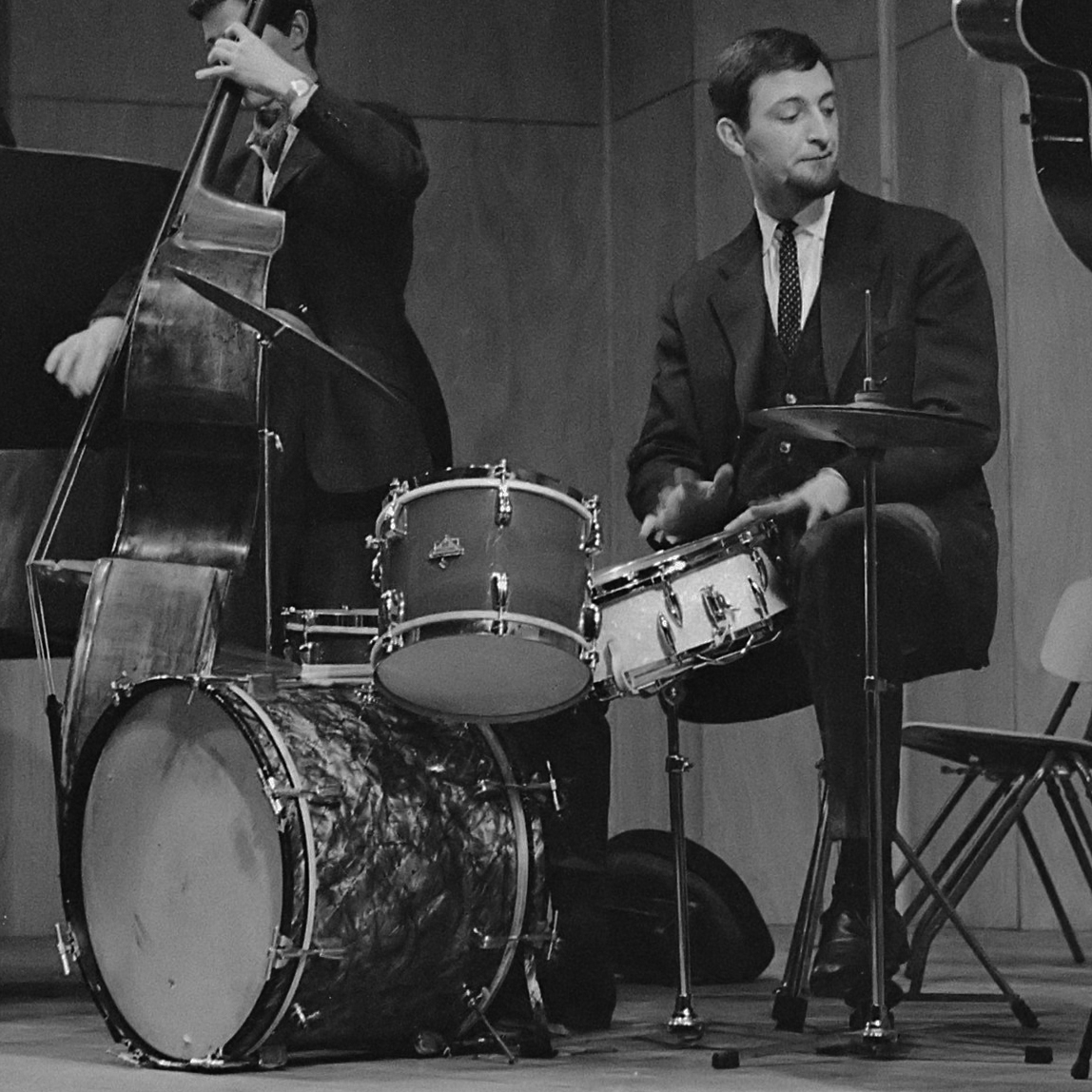
Cees See (1960)

Cees See (Amsterdã, 5 de janeiro de 1934 – 9 de dezembro de 1985) foi um baterista de jazz e percussionista holandês.
Como autodidata, tocou com a banda holandesa The Millers e com Jack Sels, Herman Schoonderwalt, Rob Madna, Pim Jacobs, Kenny Drew, Donald Byrd, Wolfgang Dauner e Duško Gojković. Ele tornou conhecido na segunda metade da década de 1960 como membro do Quarteto de Klaus Doldinger.